# Justino José de Macedo

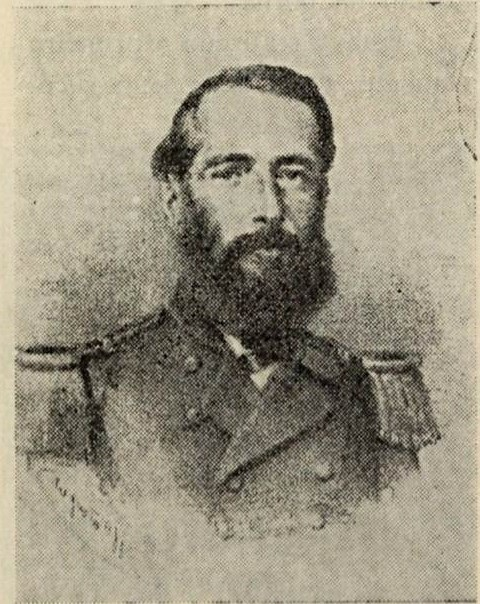
O Capitão de Fragata Justino José de Macedo Coimbra

Justino José de Macedo (Rio de Janeiro, 12 de dezembro de 1826 - ?) foi um capitão-tenente e capitão de fragata brasileiro que atuou na guerra do Paraguai. Foi filho de José Ignácio Coimbra. Entrou para a marinha em 1842 e foi promovido a capitão-tenente em 1866 e a capitão de fragata no ano seguinte.